# Eternity Rise
Albums de Ramses
La Leyla
(1975) Light Fantastic
(1981)
Eternity Rise, sorti en disque vinyle en 1978, est le deuxième album du groupe de rock progressif allemand Ramses.

## Liste des morceaux

### Face 1
1. City Life - 4:17
2. Only Yesterday - 6:00
3. Time - 5:10

### Face 2
1. Windy - 4:27
2. Agitation Play - 4:56
3. Eternity Rise - 10:59

## Musiciens
- Winfried Langhorst : claviers, chant
- Norbert Langhorst : guitare
- Reinhard Schröter : batterie, percussions, vocaux
- Hans D. Klinhammer :  basse
- Herbert Natho : chant

Le groupe est accompagné par la section d'instruments à cordes du Nurnberger Symphony Orchestra.